# البحره
البحره (به عربی: بحری) یک روستا در سوریه است که در استان حما واقع شده‌است.

## خصوصیات
البحره  ۱٬۰۹۸ نفر جمعیت دارد.